# Качка-лопатоніс
Качка-лопатоніс (Malacorhynchus membranaceus) — вид водних птахів родини качкових (Anatidae). Ендемік Австралії.

## Поширення
Качка-лопатоніс широко поширена по всій Австралії і часто переміщується. Вид присутній скрізь, де є водойми, особливо в сухих внутрішніх районах, де річна кількість опадів рідко перевищує 380 мм.

## Опис
Качка має великий дзьоб у формі лопатки, як і широконіска австралійська, але вона менша: фактично її довжина становить 38–40 см. Коричнева спина та верх голови, чорно-білі боки з смугами та чорні плями навколо очей, які виділяються на білому морді. Молоді екземпляри мають трохи тьмяніший вигляд, але в іншому схожі на дорослих.

## Спосіб життя
Харчується переважно планктоном, а також ракоподібними, молюсками та комахами. Дзьоб добре пристосований для фільтрації дрібних організмів завдяки спеціальним гнучким мембранам, розміщеним на щелепі, які направляють воду таким чином, щоб тварина могла ефективно фільтрувати водорості та інші частинки планктону. Щоб полегшити збирання їжі, дві особини іноді обертаються навколо центральної точки головою з одного боку та хвостом з іншого, як дві дзиги, концентруючи поживні речовини в закрученому стовпі води.
На гніздування впливає посушливість і наявність водойм, багатих на органічний матеріал. У сприятливі роки на затоплюваних рівнинах зосереджуються великі зграї качок. Однак, коли умови не дозволяють, птахи можуть взагалі не розмножуватися.